# 鱼孵化场

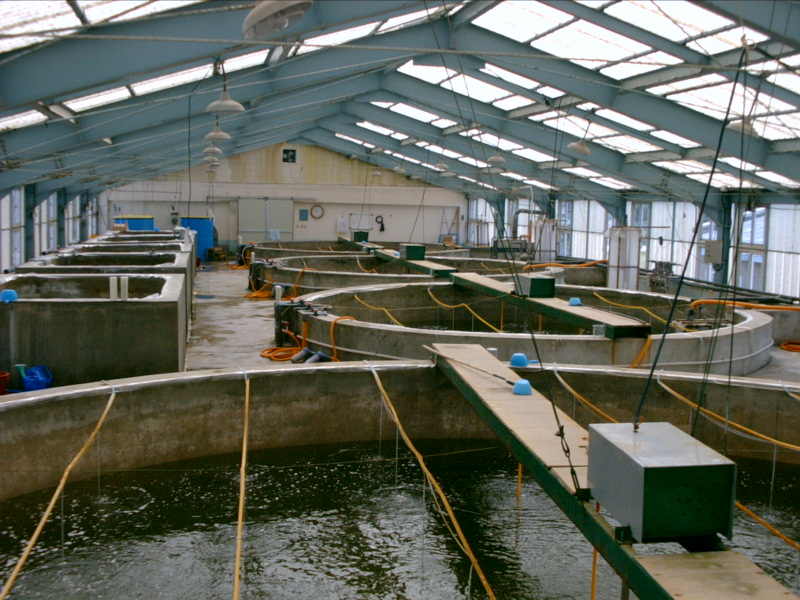
虾类孵化场的养殖缸

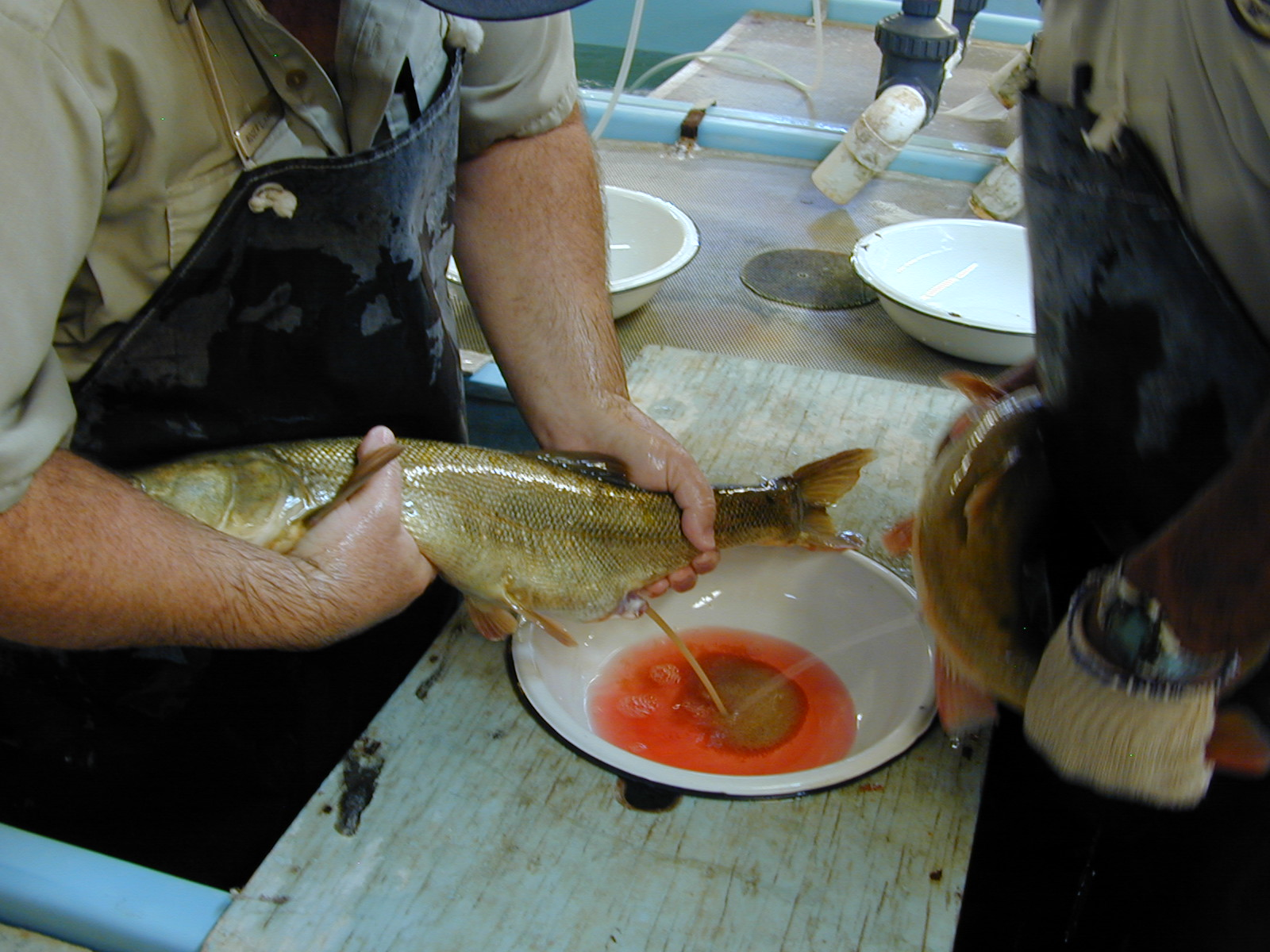
人工取卵

鱼孵化场或孵鱼场（英語：fish hatchery）是人工孵化和培育生命初期的水生动物（主要是鱼类）的水产养殖场。除了鱼卵、鱼苗和幼鱼以外，孵化场还可能会养殖甲壳动物（虾类、蟹类、鳌虾等）、软体动物（鱿鱼、贝类等）和棘皮动物（比如海参）等，来满足渔业的商业和生态需求。孵化出的水生动物幼体通常会转送到其他养殖场进行成年饲养，或者被增殖放流野生水体中。
2008年全球的水产品养殖的总产值大约984亿美元（其中中国大陆占了市场大部分份额），但孵化场的产值并没有可靠的数据，特别是小规模内销的孵化场产值（比如东南亚为了环境保护进行放流的孵化）。
和种植业的育种一样，现今的水产业对鱼类通过孵化场进行种群改良有着很大的关注。美国如今有着相当规模的针对本土鱼种用孵化的鱼苗进行种群补充的努力，鱼类及野生动物管理局也建立了国家鱼类保育系统。